# Samir Brahimi
Samir Brahimi est un boxeur algérien né le 17 mai 1990 à El Eulma.

## Carrière
Sa carrière amateur est principalement marquée par une médaille de bronze aux championnats d'Afrique de Vacoas en 2009 ; une autre à Yaoundé en 2011 et par une médaille d'argent aux Jeux africains de Maputo en 2011 dans la catégorie poids mouches.

## Palmarès

### Jeux olympiques
- Qualifié pour les Jeux de 2012 à Londres, Angleterre

### Championnats d'Afrique de boxe amateur
- Médaille de bronze en -52 kg en 2011 à Yaoundé, Cameroun
- Médaille de bronze en -51 kg en 2009 à Vacoas, Île Maurice

### Jeux africains
- Médaille d'argent en -52 kg en 2011 à Maputo, Mozambique

### Jeux méditerranéens
- Médaille de bronze en -51 kg en 2009 à Pescara, Italie

### Jeux panarabes
- Médaille d'argent en -48 kg en 2007 au Caire, Égypte